# Pidonia signifera
Pidonia signifera là một loài bọ cánh cứng trong họ Cerambycidae.